# La paloma (novela)
"La paloma" (en alemán: Die Taube) es una novela del escritor alemán Patrick Süskind, publicado originalmente en 1987.

## Argumento
Jonathan Noel, un solitario guardia de seguridad de un banco parisino, ha decidido aislarse emocionalmente del mundo y sus dificultades contactando con los demás sólo para lo más indispensable, y encontrar una felicidad refugiado en una rutina en la que todas las actividades y los objetos deben permanecer iguales para darle seguridad y tranquilidad. Todo marcha bien durante décadas en las que sobrevive con el mínimo de cambios, de problemas y también de recursos, pero experimenta una crisis existencial cuando una paloma descansa en la puerta de su departamento de un ambiente, prohibiéndole la entrada a su santuario privado. La historia se relata en el lapso de un día, mostrando como un aparentemente insignificante evento atenta contra la cordura de Noel. La paloma es un símbolo del desorden introduciéndose en la meticulosamente organizada existencia del protagonista, pero también desatará cambios importantes en la forma en que Jonathan visualiza la vida.